# Louisa Holthuysen

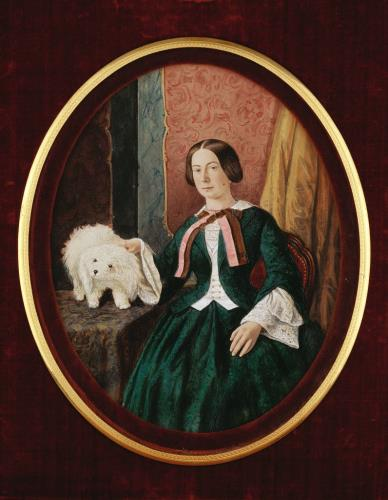
Miniaturporträt von Louisa Holthuysen mit ihrem maltesischen Löwen

Sandrina Louisa Geertruyda Holthuysen (* 28. November 1824 in Amsterdam; † 30. Januar 1895 ebenda) war eine niederländische Kunstsammlerin und die Gründerin des Museum Willet-Holthuysen.

## Leben

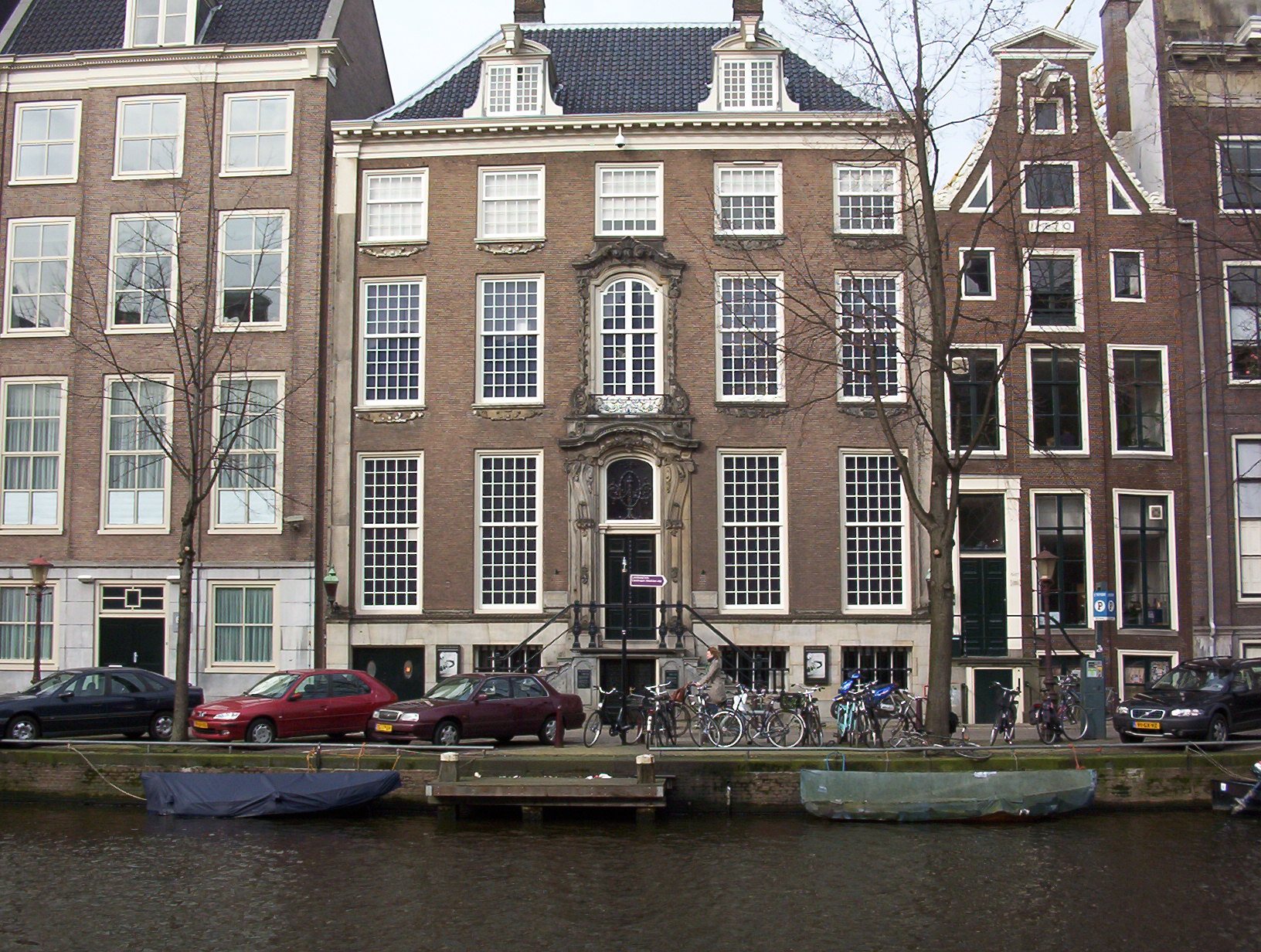
Front des Museum Willet-Holthuysen

Louisa Holthuysen wurde am 28. November 1824 in Amsterdam geboren. Sie war die Tochter des Kaufmanns Pieter Gerard Holthuyzen (1789–1858). Sie stammte aus einer wohlhabenden Familie. Drei Jahre nach dem Tod des Vaters heiratete sie im Jahr 1861 Abraham Willet. Mit ihrem Ehemann reiste sie viel und sie betätigte sich als Kunstsammlerin. Abraham Willet war Mitglied bei Arti et Amicitiae. Die Kunstsammlung umfasste von ihr gekaufte Gemälde, von denen das teuerste Gemälde ein Stillleben von Blaise Alexandre Desgoffe war, das 5000 Gulden kostete.
Holthuysen starb am 30. Januar 1895, wenige Jahre nach ihrem Mann, kinderlos in Amsterdam. Ihr Haus und das Inventar, einschließlich der Kunstwerke, wurden der Stadt Amsterdam überlassen, mit der Auflage, das Gebäude als nach ihr und ihrem Ehemann benanntes Museum zu nutzen.